# Ácido tricloroacético
El Ácido tricloroacético (referido a veces como ATC o TCA) es un ácido orgánico, derivado del ácido acético, en el cual tres átomos de hidrógeno del grupo metilo han sido reemplazados por átomos de cloro.

## Síntesis
Se prepara por reacción de ácido acético y cloro en presencia de un catalizador apropiado.
CH3COOH + 3 Cl2 → CCl3COOH + 3 HCl

## Aplicaciones
Es ampliamente utilizado en bioquímica por su propiedad de precipitar macromoléculas, como proteínas, ácido desoxirribonucleico (ADN) y ácido ribonucleico (ARN). Además, la sal de sodio del ATC es utilizada como un herbicida.
El ácido tricloroacético se puede emplear para destruir lesiones intraepiteliales, cervicales, uterinas o displasias cervicales (lesiones preneoplásicas; displasias cervicales; CIN-I, CIN-II, CIN-III; LIP o SIL de alto y bajo grado). Otros usos en medicina y cosmética incluyen el descamamiento químico (comúnmente referido como peeling), la remoción de tatuajes, el tratamiento de verrugas (incluyendo las verrugas genitales por HPV) y el acné juvenil.
La reducción del ATC resulta en ácido dicloroacético, un compuesto farmacológicamente activo que ha mostrado cierta actividad antitumoral.
También es empleado en odontología, aplicándolo en lesiones epiteliales de la mucosa oral, tales como aftas, llagas, etc.